# ASC Snim
La Association Sportive et Culturelle de la Société Nationale Industrielle et Minière (en árabe: الجمعية الرياضية و الثقافية لاسنيم‎) es un equipo de fútbol de Mauritania que participa en la Liga mauritana de fútbol, la liga de fútbol más importante del país.

## Historia
Fue fundado en el año 1976 en la ciudad de Nouadhibou, capital de la Región Dakhlet Nouadhibou y su nombre se debe al patrocinador y dueño del equipo, la SNIM (Société Nationale Industrielle et Minière Iron Ore Company). Ha sido campeón de liga en 3 ocasiones y ha ganado la Copa del Presidente de la República en 2 ocasiones. Entre los años 2009 y 2012 el club se llamaba CF Cansado debido a que en ese periodo eran propiedad de la empresa Cansado.
A nivel internacional ha participado en 3 torneos continentales, el primero de ellos fue la Recopa Africana 1993 donde fue eliminado en la Primera Ronda.

## Palmarés
- Liga mauritana de fútbol: 3

2009, 2010
2007 (Vicecampeón)
- Copa del Presidente de la República: 2

1992, 2019
- Super Copa de Mauritania: 0
  - Finalista: 1

2010

## Participación en competiciones de la CAF
| Temporada | Torneo                       | Ronda      | Club         | Casa  | Visita | Global |
| --------- | ---------------------------- | ---------- | ------------ | ----- | ------ | ------ |
| 1993      | Recopa Africana              | Preliminar | Benfica      | w.o.1 | w.o.1  | w.o.1  |
| 1993      | Recopa Africana              | 1          | JS Kabylie   | 1-3   | 1-8    | 2-11   |
| 2011      | Liga de Campeones de la CAF  | Preliminar | ASEC Mimosas | 0-2   | 0-7    | 0-9    |
| 2019/20   | Copa Confederación de la CAF | Preliminar | ESAE         | 0-2   | 0-5    | 0-7    |

1- Benfica abandonó el torneo.